# West Virginia

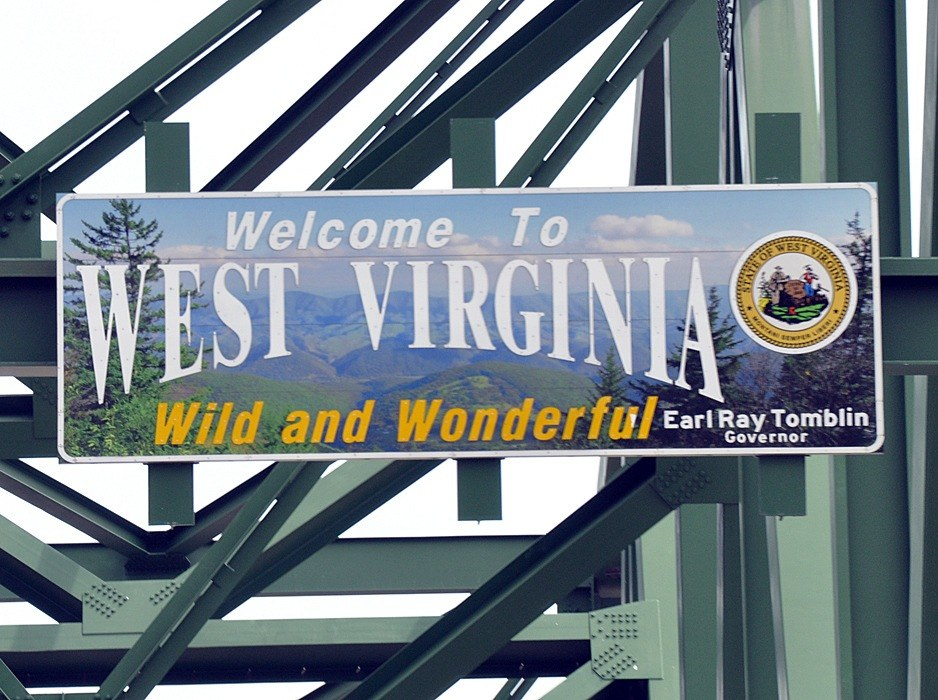
Grenzschild am Highway 52

West Virginia (engl. Aussprache [wɛst vɝːd͡ʒɪnjə] ⓘ) ist ein Bundesstaat der Vereinigten Staaten in den Appalachen, im Volksmund The Mountain State (der Bergstaat) genannt. Begrenzt wird er von Virginia im Südosten, Kentucky im Südwesten, Ohio im Nordwesten, Pennsylvania im Norden sowie Maryland im Nordosten. West Virginia, das sich im Sezessionskrieg von Virginia abtrennte, ist auch als Bergbauland sowie für seine Arbeitskämpfe und relative Armut bekannt.

## Geographie

### Geographische Lage
West Virginia liegt im Osten der USA zwischen Virginia im Südosten und Süden, Kentucky im Südwesten, Ohio im Nordwesten sowie Pennsylvania und Maryland im Nordosten. Der nördlichste Teil des Staates bildet einen schmalen Streifen zwischen Ohio und Pennsylvania und wird daher als „Panhandle“ (Pfannenstiel) bezeichnet. Die Grenze zu Ohio wird durch den Oberlauf des Ohio River gebildet, die Grenze zu Maryland durch den North Branch des Potomac River.
Der Staat liegt zur Gänze in den Appalachen, weshalb er den Spitznamen „mountain state“ (Gebirgsstaat) trägt. Von Nordwesten nach Südosten gliedert er sich in das Allegheny-Plateau (ein Teil des Appalachen-Plateaus), die Allegheny Mountains und die Valley and Ridge-Zone. Höchste Erhebung ist mit 1482 m der Spruce Knob, durchschnittlich liegt West Virginia 455 m über dem Meer, was der höchste Wert für einen Staat östlich des Mississippi ist.

### Flüsse und Seen
Die Östliche Nordamerikanische Wasserscheide durchschneidet West Virginia. Der östlichste Teil des Staates gehört zum Einzugsgebiet des Potomac River, der direkt zum Atlantik entwässert, der größere westliche Teil entwässert über den Ohio River und den Mississippi River in den Golf von Mexiko.
Wichtige Nebenflüsse des Ohio in West Virginia sind Wheeling Creek, Little Kanawha River mit dem Stausee Burnsville Lake, Kanawha River mit dem Nebenfluss Elk River sowie der Big Sandy River mit seinem Nebenfluss Tug Fork. Big Sandy River und Tug Fork bilden die Grenze zwischen West Virginia und Kentucky, der Tug Fork bildet einen kleinen Teil der Grenze zwischen West Virginia und Virginia.

## Geschichte
West Virginias Entstehung ist einzigartig in der Geschichte der Vereinigten Staaten: Bis zum Sezessionskrieg war es ein Teil Virginias. Schon seit der Besiedlung dieses Landesteils gab es jedoch politische Differenzen zwischen den eher armen Kleinbauern dieser Gebirgsregion und den Plantagenbesitzern in den Ebenen, die in der Politik des Staates dominant waren. Nach dem Ausbruch des Amerikanischen Bürgerkriegs und der Loslösung Virginias von der Union trennten sich ihrerseits die westlichen Counties am 27. April 1861 von ihrem Mutterstaat. Vertreter dieser Verwaltungsbezirke bildeten eine eigene Regierung, die ihren Sitz in Alexandria, Virginia, nahm. Durch eine Note Abraham Lincolns vom 31. Dezember 1862 waren sie dazu ermächtigt worden.
Virginia hatte zu diesem Zeitpunkt somit zwei Parlamente, eines, das den Anschluss an die Konföderation beschlossen hatte, und ein Gegenparlament, das der Union und damit den Nordstaaten treu war. Nach der Verfassung der Vereinigten Staaten ist es nicht erlaubt, einen Teil eines Staatsgebiets in die Union aufzunehmen, ohne dass jener Staat dazu seine Zustimmung gibt. Eine solche Zustimmung erteilte Virginias Gegenparlament am 13. Mai 1862, so dass der Verfassung formal Genüge getan war. Da das Gegenparlament fast nur aus Delegierten aus dem Westteil Virginias bestand, kamen auch bei Lincoln starke Zweifel an der Verfassungsmäßigkeit der Aufnahme West Virginias in die Union auf; sie wurden aber aus strategischen Gründen während des Krieges ignoriert. Im Bürgerkrieg war West Virginia Schauplatz zahlreicher Schlachten und Gefechte, wie z. B. des Gefechts bei Philippi, der Schlacht am Cheat Mountain, der Schlacht am Rich Mountain oder der Kampfhandlungen im Kanawha-Tal.

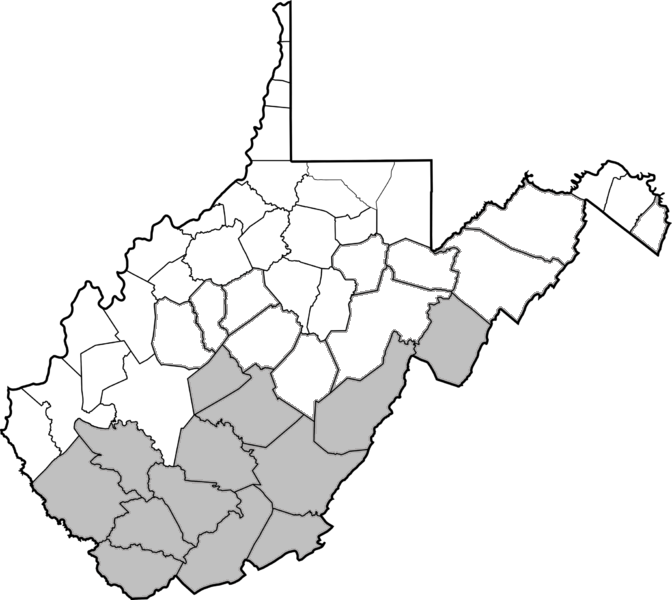
Grau: Counties von West Virginia, die im Februar 1863 noch von den Konföderierten gehalten wurden

1870, nachdem Virginia wieder mit allen Rechten in die Union aufgenommen worden war, setzte der Supreme Court die Rechtmäßigkeit der Abspaltung West Virginias in einem Gerichtsurteil über die Zugehörigkeit der zwei Countys Berkeley und Jefferson zu West Virginia voraus.
Über Generationen hinweg flossen die Gewinne aus den reichen Holz- und Kohlevorkommen in die Tresore monopolistischer Trusts. Als schließlich zum Ende des 19. Jahrhunderts auch hier die Eisenbahn vom Osten her bis in die Bergregionen vorgedrungen war, nutzte man diesen Transportvorteil zur großflächigen Rodung der Wälder.
Im 19. Jahrhundert entwickelte sich bei den großen Kohlenbergbau-Unternehmen im Süden des Staates das Prinzip der Company Town. Dort erhielten die Arbeiter zwar einen Lohn, mussten aber in Ortschaften, in denen den Kohleunternehmen das meiste gehörte, einen großen Teil für Essen und Unterkunft abführen. Zusätzlich senkten die Unternehmer den Lohn allmählich immer weiter ab, so dass die Ausbeutung und Verschuldung der Arbeiter mit der Zeit immer drückender wurde. Das Resultat waren schwere Arbeitskämpfe, die sogenannten Mine Wars (Bergwerkskriege). Bei diesen Konflikten wurden die Gewerkschaften mit militärischer Hilfe bekämpft und kleingehalten.
1967 wurde West Virginia durch den Obersten Gerichtshof dazu gezwungen, als einer der letzten Staaten der USA das Verbot der Mischehen aufzuheben.

## Politik
| Jahr | Republikaner    | Demokraten      |
| ---- | --------------- | --------------- |
| 2024 | 69,87 % 533.556 | 28,06 % 214.309 |
| 2020 | 68,63 % 545.382 | 29,70 % 235.984 |
| 2016 | 67,86 % 483.436 | 26,16 % 186.397 |
| 2012 | 62,14 % 417.655 | 35,45 % 238.269 |
| 2008 | 55,58 % 397.466 | 42,49 % 303.857 |
| 2004 | 56,06 % 423.778 | 43,20 % 326.541 |
| 2000 | 51,92 % 336.475 | 45,59 % 295.497 |
| 1996 | 36,76 % 233.946 | 51,51 % 327.812 |
| 1992 | 35,39 % 241.974 | 48,41 % 331.001 |
| 1988 | 47,46 % 310.065 | 52,20 % 341.016 |
| 1984 | 55,11 % 405.483 | 44,60 % 328.125 |
| 1980 | 45,30 % 334.206 | 49,81 % 367.462 |
| 1976 | 41,93 % 314.760 | 58,07 % 435.914 |
| 1972 | 63,61 % 484.964 | 36,39 % 277.435 |
| 1968 | 40,78 % 307.555 | 49,60 % 374.091 |
| 1964 | 32,06 % 253.953 | 67,94 % 538.087 |
| 1960 | 47,27 % 395.995 | 52,73 % 441.786 |

### Gliederung
West Virginia ist in 55 Countys unterteilt. Es gibt insgesamt 232 Gemeinden (incorporated municipalities). Die größte Stadt ist die Hauptstadt Charleston mit 47.215 Einwohnern.

### Politisches System
Die Gesetzgebung in West Virginia findet durch ein Zweikammersystem statt: durch ein Repräsentantenhaus (West Virginia House of Delegates) und einen Senat. Beide zusammen bilden die West Virginia Legislature. Der Gouverneur ist mit der Leitung der Regierungsgeschäfte betraut, verfügt über das Begnadigungsrecht und hat darüber hinaus repräsentative Aufgaben. Er wird alle vier Jahre parallel zu den Präsidentschaftswahlen gewählt. Erlaubt sind zwei aufeinanderfolgende Amtszeiten, nach einer Unterbrechung ist eine weitere Wiederwahl zulässig. Der jetzige Gouverneur ist seit 2017 der Republikaner Jim Justice. Für die Amtszeit ab Januar 2025 wurde der Republikaner Patrick Morrisey gewählt. Lieutenant Governor ist als Präsident des Senats Craig Blair (Republikaner). Der direkt gewählte Secretary of State von West Virginia ist Mac Warner (Republikaner). Als Oberster Gerichtshof fungiert der Supreme Court of Appeals of West Virginia.

### Politische Orientierung
West Virginia ist einer der ärmsten Staaten in den USA. Durch seine stark gewerkschaftlich geprägte politische Tradition war es traditionell der Demokratischen Partei verbunden, weshalb es zumeist durch demokratische Senatoren, Gouverneure und Repräsentanten vertreten wurde, so etwa den im Juni 2010 verstorbenen Robert Byrd, den Doyen der demokratischen Senatsfraktion und Senator mit der bisher längsten Amtszeit. Vertreter im Senat der Vereinigten Staaten bis 2015 waren Jay Rockefeller und der ehemalige Gouverneur Joe Manchin. Bei den Midterm Elections im November 2014 fiel der Senatssitz von Rockefeller an die Republikanerin Shelley Moore Capito. Damit wird West Virginia erstmals von einer Frau und nach 55 Jahren wieder von einem republikanischen Senator vertreten. Der Demokrat Manchin wurde 2018 wiedergewählt. Zu seinem Nachfolger ab Januar 2025 wurde Jim Justice gewählt, der bisherige Gouverneur des Staates.
Bei Präsidentschaftswahlen galt West Virginia bis zum Jahr 2000 als eher dem demokratischen Lager zugehörig; so war es einer von nur sechs Staaten, die sich 1980 für Jimmy Carter und gegen Ronald Reagan entschieden. Allerdings hat der Staat, dessen Bewohner neben der wirtschaftspolitisch linken zum großen Teil auch eine konservative Position in gesellschaftspolitischen Dingen vertreten und evangelikalen Freikirchen nahestehen, seit 2000 bei Präsidentschaftswahlen stets für den Kandidaten der Republikanischen Partei gestimmt und kann damit mittlerweile zu den sicheren Red States gezählt werden.
Bei der Präsidentschaftswahl in den Vereinigten Staaten 2016 stimmten in West Virginia 67,9 % der Wähler für den republikanischen Kandidaten Donald Trump. Dies war der landesweit höchste Anteil. Dieser Anteil erhöhte sich 2020 auf 68,63 % (der zweithöchste Wert hinter Wyoming) und 2024 sogar auf 69,87 %. Damit verstärkte sich die seit der Jahrtausendwende abzeichnende Hinwendung des einst eher zu den Demokraten neigenden Staates zu den Republikanern zusätzlich, da in West Virginia der prozentuale Anteil an Modernisierungsverlierern, die Trump für sich und seine Partei neu hinzu gewann, höher als in anderen Bundesstaaten ist.

### Vertretung im Kongress
Wie jeder Staat der USA ist West Virginia im US-Senat mit zwei Senatoren vertreten. Aktuell sind dies Shelley Moore Capito (Republikanerin, seit 2015) und ab dem 14. Januar 2025 der bisherige Gouverneur Jim Justice (Republikaner, seit 2025). Die früheren Amtsinhaber finden sich in der Liste der US-Senatoren aus West Virginia.
Im Repräsentantenhaus war West Virginia gemäß der jeweils vorherigen Volkszählung von 1863 bis 1883 mit drei Abgeordneten vertreten, von 1883 bis 1903 mit vier, von 1903 mit fünf und von 1913 bis 1963 mit sechs Abgeordneten. Seitdem nimmt der Anteil West Virginias an der Bevölkerung der USA ab, von 1963 bis 1973 waren es wieder fünf Abgeordnete, von 1973 bis 1993 vier, von 1993 bis 2023 drei. Seit 2023 stellt West Virginia nur noch zwei Abgeordnete im Repräsentantenhaus. Aktuell sind dies Carol Miller (Republikanerin, seit 2019) und Riley Moore (Republikaner, seit 2025). Die früheren Amtsinhaber finden sich in der Liste der Mitglieder des US-Repräsentantenhauses aus West Virginia.

## Bevölkerung

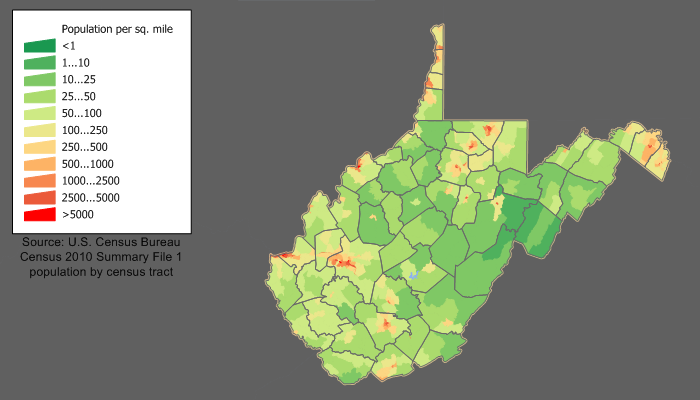
Bevölkerungsdichte

West Virginia hat 1.775.156 Einwohner (Stand: 2022), davon sind 92,8 % Weiße, 3,7 % Afroamerikaner, 0,9 % Asiaten, 0,3 % Indianer, 2,1 % Hispanics und Latinos jedweder Ethnie, und 2,2 % gehörten zwei oder mehreren Ethnien an.
Lediglich 1,1 % der Einwohner des Bundesstaates sind außerhalb der Vereinigten Staaten geboren worden. Damit liegt West Virginia in der US-Statistik auf einem der letzten Plätze. Außerdem hat der Staat mit 2,7 % den geringsten Einwohneranteil aller US-Bundesstaaten, die zu Hause eine andere Sprache als Englisch sprechen.
Die fünf größten Gruppierungen, deren Vorfahren eine bestimmte Nationalität aufwiesen, sind: Amerikaner (23,2 %), Deutsche (17,2 %), Iren (13,5 %), Engländer (12 %) und Italiener (4,8 %). Größere deutschstämmige Bevölkerungsteile haben sich im Nordosten West Virginias angesiedelt.
5,0 % der Bevölkerung West Virginias sind unter 5 Jahre alt, 19,8 % unter 18, und 21,2 % sind 65 Jahre oder älter. Der Anteil von Frauen an der Gesamtbevölkerung beträgt 50,1 %.
2017 waren 38,1 % der Bevölkerung stark übergewichtig. Dies ist der höchste Anteil unter allen Bundesstaaten der Vereinigten Staaten.

### Größte Städte
| Ort         |             |  |        | Einwohner |
| Charleston  | Charleston  |  | 48.864 | 48.864    |
| Huntington  | Huntington  |  | 46.842 | 46.842    |
| Morgantown  | Morgantown  |  | 30.347 | 30.347    |
| Parkersburg | Parkersburg |  | 29.738 | 29.738    |
| Wheeling    | Wheeling    |  | 27.052 | 27.052    |
| Weirton     | Weirton     |  | 19.163 | 19.163    |
| Martinsburg | Martinsburg |  | 18.777 | 18.777    |
| Fairmont    | Fairmont    |  | 18.416 | 18.416    |
| Beckley     | Beckley     |  | 17.286 | 17.286    |
| Clarksburg  | Clarksburg  |  | 16.061 | 16.061    |
| Census 2020 |             |  |        |           |

### Bildung
Die wichtigste Hochschule ist die West Virginia University. Weitere Hochschulen sind in der Liste der Universitäten in West Virginia verzeichnet.
West Virginia ist derjenige Bundesstaat der Vereinigten Staaten mit dem geringsten Akademikeranteil. 20 % der Bevölkerung über 24 Jahre haben einen Bachelor- oder darüber hinausgehenden Bildungsabschluss (USA: 31 %); nur 0,64 % sind promoviert (USA: 1,88 %). 15 % der Schüler beenden die High School ohne Abschluss (USA: 13 %).

## Kultur und Sehenswürdigkeiten

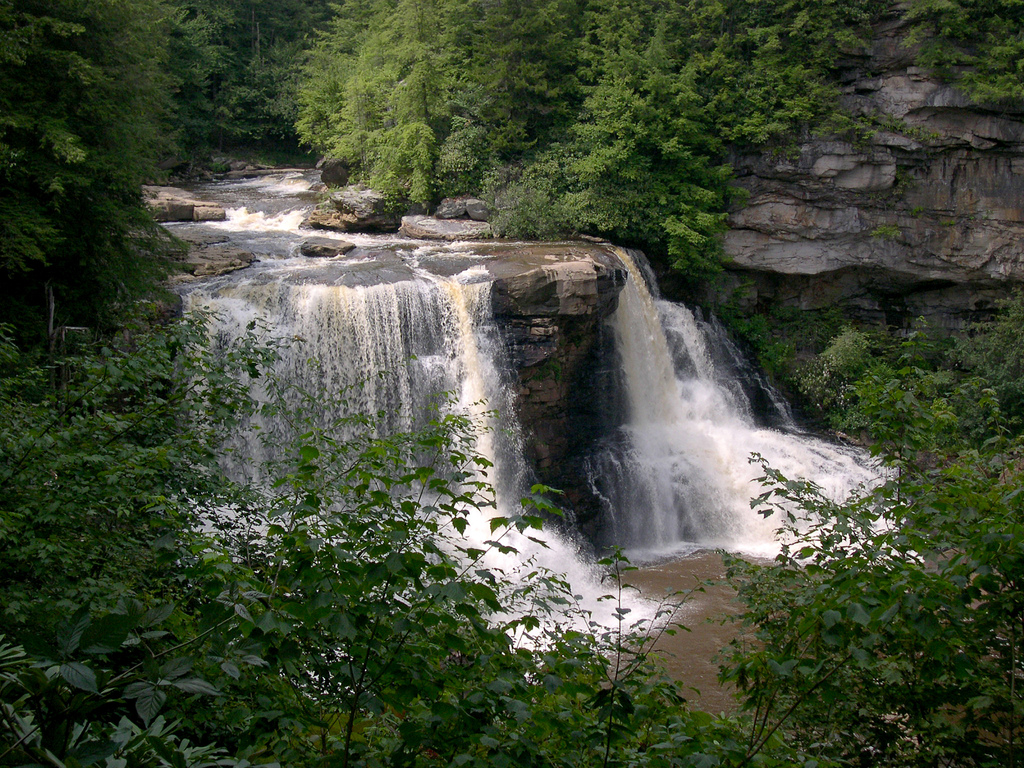
Blackwater Falls

### Lieder
Mit dem 1971 veröffentlichten Lied Take Me Home, Country Roads erreichte John Denver Platz 2 der US-Singlecharts. Nachdem das Lied bereits schnell zu einer inoffiziellen Hymne des Staats avancierte, ist es seit 2014 auch eine der offiziellen Hymnen West Virginias.

### Allegheny Mountains
Die Allegheny Mountains sind noch nicht übermäßig touristisch erschlossen, obwohl sie nur wenige Autostunden von den Metropolen der Ostküste entfernt liegen. Sie sind geeignet für Rafting, Mountainbike- und Klettertouren.

### New River Gorge

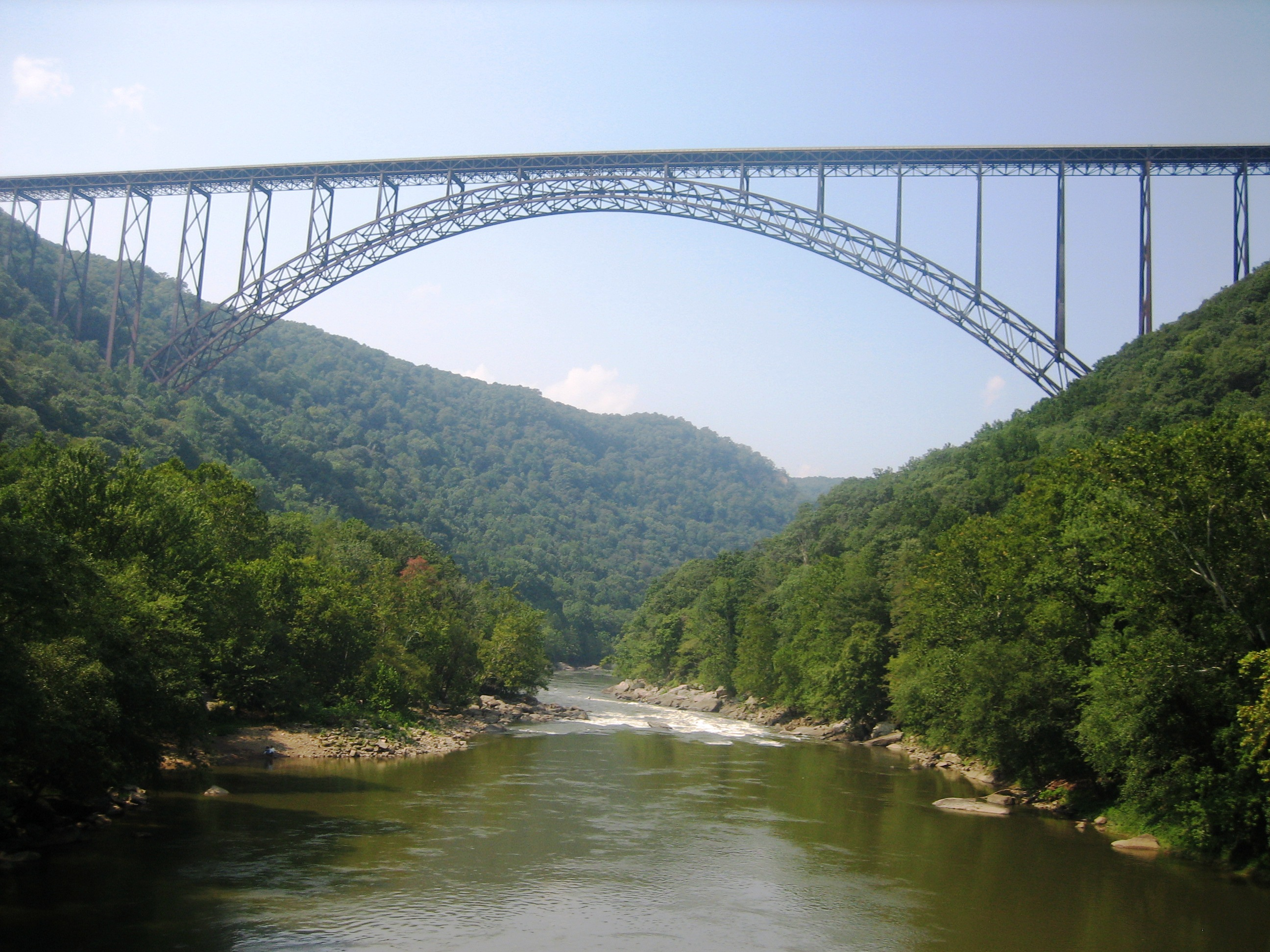
New River Gorge Bridge

Die New River Gorge ist eine berühmte 300 m tiefe Schlucht westlich der Ortschaft Lewisburg, die nur über den Wasserweg (Rafting) zu erreichen ist, oder man genießt den phantastischen Ausblick von der Eisenbahnbrücke aus einem Amtrakzug. Viele Extremsportler reizt jedoch ein Sprung mit dem Gleitfallschirm mehr. Die sie überspannende Bogenbrückenkonstruktion ist neben der Royal Gorge Bridge über den Arkansas River in Colorado die zweithöchste Brücke dieser Art in den USA.

## Wirtschaft und Infrastruktur

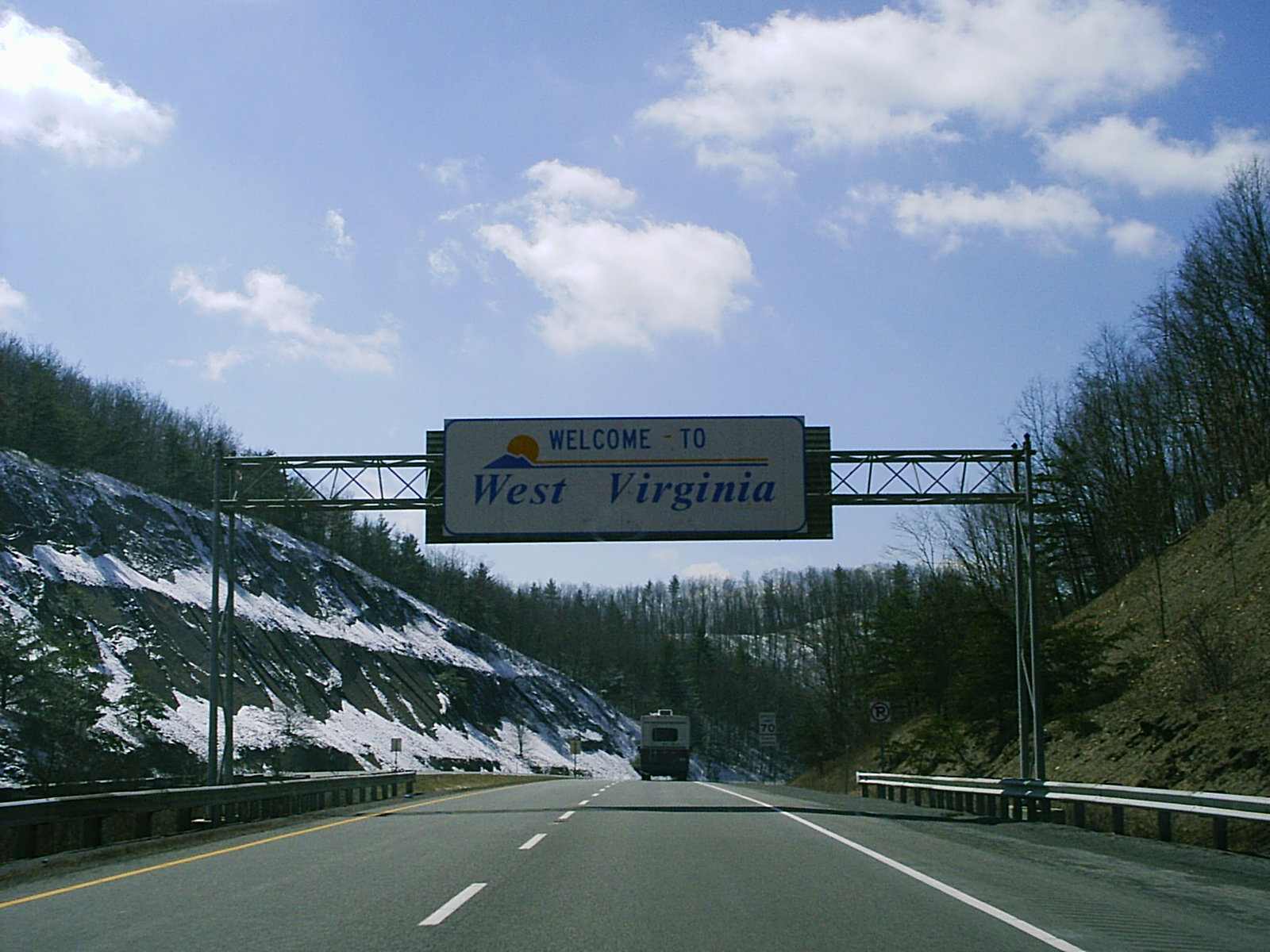
Einfahrt nach West Virginia auf I-64

Die Bevölkerung West Virginias zählt traditionell zu den ärmsten der US-Bundesstaaten. Das reale Bruttoinlandsprodukt pro Kopf (engl. per capita GDP) – der wichtigste Wohlstandsindikator – lag im Jahre 2016 bei USD 40.071 (nationaler Durchschnitt der 50 US-Bundesstaaten: USD 57.118; nationaler Rangplatz: 48). Nur Mississippi liegt im Bundesstaatenranking stets hinter West Virginia.
Die Arbeitslosenrate lag im November 2017 bei 5,3 % (Landesdurchschnitt: 4,1 %).
Die einst prächtigen Wälder waren für lange Zeit abgeholzt. Eine Aufforstung zeigt in den letzten Jahrzehnten Erfolge. Der Bergbau (v. a. Steinkohle; ferner Erdgas, Erdöl) spielt immer noch eine wichtige Rolle, aber bereits 50 Prozent der Staatseinnahmen werden durch den Tourismus erwirtschaftet.
Ein immer größer werdendes Ärgernis ist der Kohleabbau im Tagebau, das sogenannte „Mountaintop Removal Mining“. Dazu werden vor allem im Südwesten des Staates Bergkuppen abgeholzt und durch Sprengungen gelockert; das Erd- und Felsmaterial wird abgeräumt und in Senken geleert, um kostengünstiger als im traditionellen Untertageabbau an die Kohleflöze heranzukommen. Diese Methode verursacht gewaltige Umweltschäden; ganze Ortschaften sind durch Wasser- und Schlammstürze gefährdet. Die Rekultivierung der ausgebeuteten Lager ist zwar gesetzlich vorgeschrieben, wird aber nicht immer vollumfänglich geleistet.

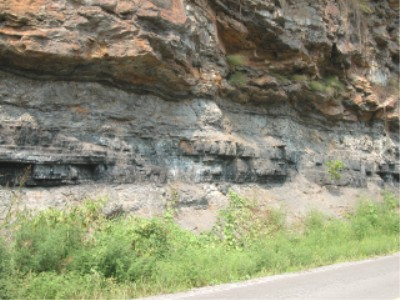
Steinkohleflöz im Südwesten von West Virginia

West Virginia war 2019 der Bundesstaat mit der zweitgrößten Kohleförderung aller US-Bundesstaaten (nach Wyoming) und deckte den regionalen Energiebedarf zu über 90 Prozent aus Kohle.
2020 ging die Förderung um 27,9 % zurück; eine Ursache war die COVID-19-Pandemie.
In West Virginia gibt es auch kleine und mittlere Öl- und Gasfelder. Auch Ackerbau wird betrieben; das bergige Terrain setzt dem aber Grenzen.

### Medien
- Das Online-Rollenspiel Fallout 76 des Spieleentwicklers Bethesda Game Studios spielt überwiegend im postapokalyptischen West Virginia im Jahr 2102.
- Die Horrorfilm-Reihe Wrong Turn ist inhaltlich überwiegend in West Virginia angesiedelt.